# Lycodon cardamomensis
Espèce
Statut de conservation UICN

 DD  : Données insuffisantes
Lycodon cardamomensis est une espèce de serpent de la famille des Colubridae.

## Répartition
Cette espèce se rencontre :
- au Cambodge, dans la province de Pouthisat ;
- en Thaïlande, dans la province de Chonburi.

## Étymologie
Son nom d'espèce, composé de cardamom et du suffixe latin -ensis, « qui vit dans, qui habite », lui a été donné en référence au lieu de sa découverte, la chaîne des Cardamomes dans le sud-ouest du Cambodge.

## Publication originale
- Daltry & Wüster, 2002 : A new species of Wolf Snake (Serpentes: Colubridae: Lycodon) from the Cardamom Mountains, Southwestern Cambodia. Herpetologica, vol. 58, n. 4, p. 498-504 (introduction).